# Coelostathma pygmaea
Espèce
Coelostathma pygmaea est une espèce de papillons de nuit de la famille des Tortricidae.

## Répartition et habitat
Coelostathma pygmaea est décrite du Costa Rica.

## Taxinomie
L'espèce Coelostathma pygmaea est décrite par Bernard Landry en 2001.